# Aura Noir
Az Aura Noir norvég black/thrash metal együttes.

## Története
A zenekart Aggressor (Carl-Michael Eide) és Apollyon (Ole Jørgen Moe) alapították 1993-ban. Ők ketten több norvég metal együttesben is zenéltek már az Aura Noir alapítása előtt. 1995-ben adták ki első EP-jüket. 1996-ban a Mayhem gitárosa, Blasphemer (Rune Eriksen) csatlakozott az együtteshez. Pályafutásuk alatt hat nagylemezt adtak ki. 2005-ben Aggressor kiesett egy négyemeletes házból, ezért kórházba került.

## Tagok
- Aggressor - ének, basszusgitár, dob, gitár
- Apollyon - gitár, dob, ének, basszusgitár
- Blasphemer - gitár

## Diszkográfia
- Black Thrash Attack (1996)
- Deep Tracts of Hell (1998)
- The Merciless (2004)
- Hades Rise (2008)
- Out to Die (2012)
- Aura Noire (2018)

## Egyéb kiadványok

### Demók
- Untitled (1993)
- Two Voices, One King (1994)

### EP-k
- Dreams Like Deserts (1995)

### Válogatáslemezek
- Increased Damnation (2000)
- Deep Dreams of Hell (2005)

### Split lemezek
- Überthrash (2004, Aura Noir / Audiopain / Infernö / Nocturnal Breed split lemez)
- Überthrash II. (2005, Aura Noir / Audiopain / Infernö / Nocturnal Breed split lemez)